# Mesquita de París

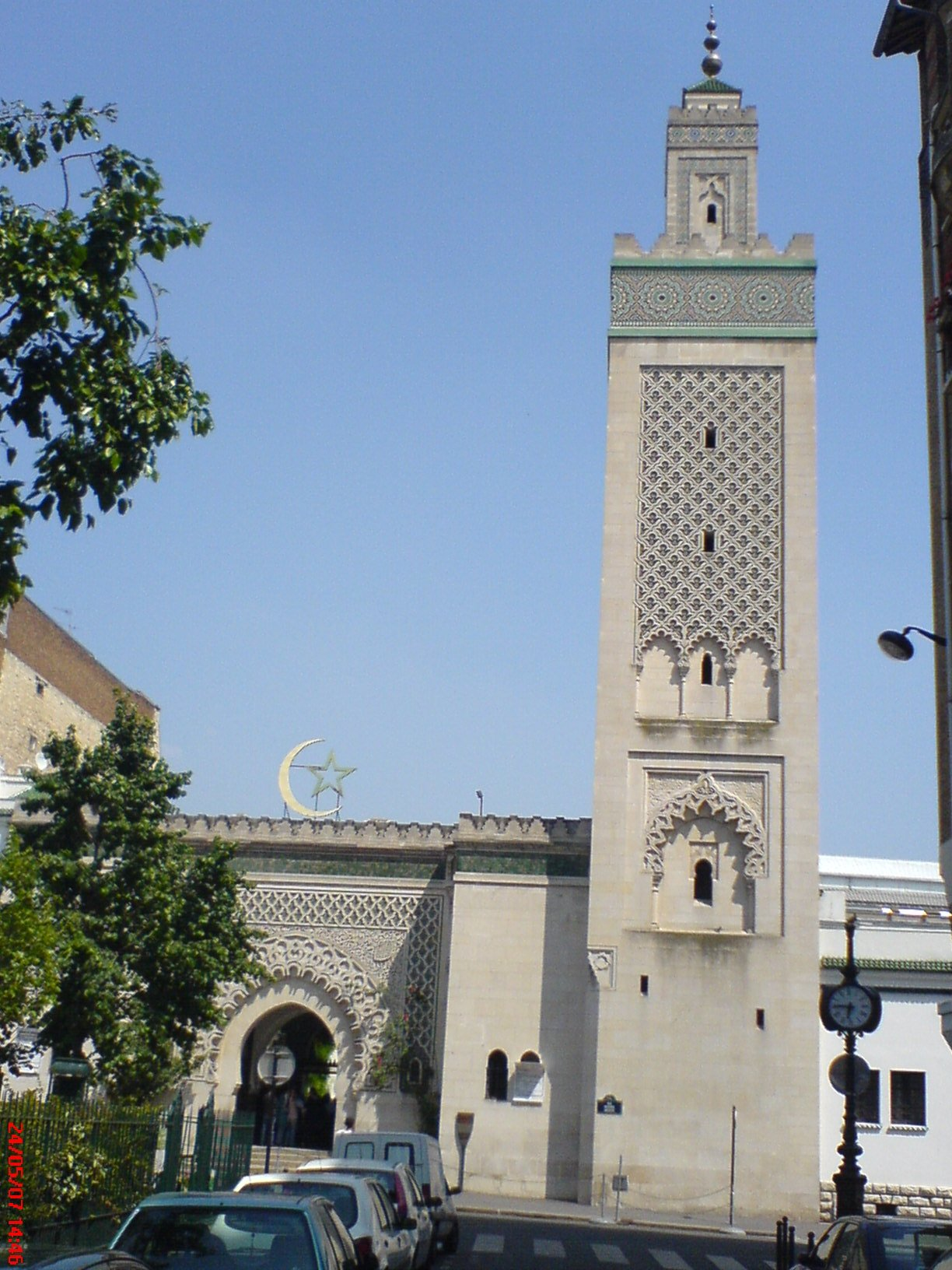
Entrada principal

La Gran mesquita de París, en francès:Grande Mosquée de Paris, és la mesquita musulmana més gran de França, ocupa una hectàrea i és d'estil hispano-musulmà. Té un minaret de 33 metres d'alçada. Es va inaugurar el 15 de juliol de 1926 al número 6, del carrer Georges-Desplas al barri (quartier) del Jardí de les Plantes. La va fundar Si Kaddour Benghabrit. La mesquita està oberta a la visita turística tot l'any.

## Història
Un primer projecte de construcció de la mesquita es va endegar el 1895 però no va tenir èxit. La decisió de construir-la va ser arran de la primera Guerra Mundial per homanetjar els 70.000 morts musulmans que hi combateren al costat de França.
L'obra va ser finançada en part per l'estat francès (llei de 19 d'agost de 1920), La primera pedra es posà el 1922. Es va inaugurar el 16 de juliol de 1926 en presència del president de la república francesa Gaston Doumergue i del soldà del Marroc Moulay Youssef. Doumergue celebrà en aquell moment l'amistat franco-musulmana expressada en el camp de batalla i afirmà que el laicisme francès protegia totes les creences religioses. La nit abans de la inauguració, Messali Hadj del grp Étoile nord-africaine, criticà aquesta mesquita com « mesquita reclam ».
La mesquita també té: 
- Una sala de pregària decorada
- Una madrassa (escola islàmica)
- Una biblioteca
- Una sala de conferències
- Un restaurant, un saló de te, hammam i botigues.

## Galeria fotogràfica

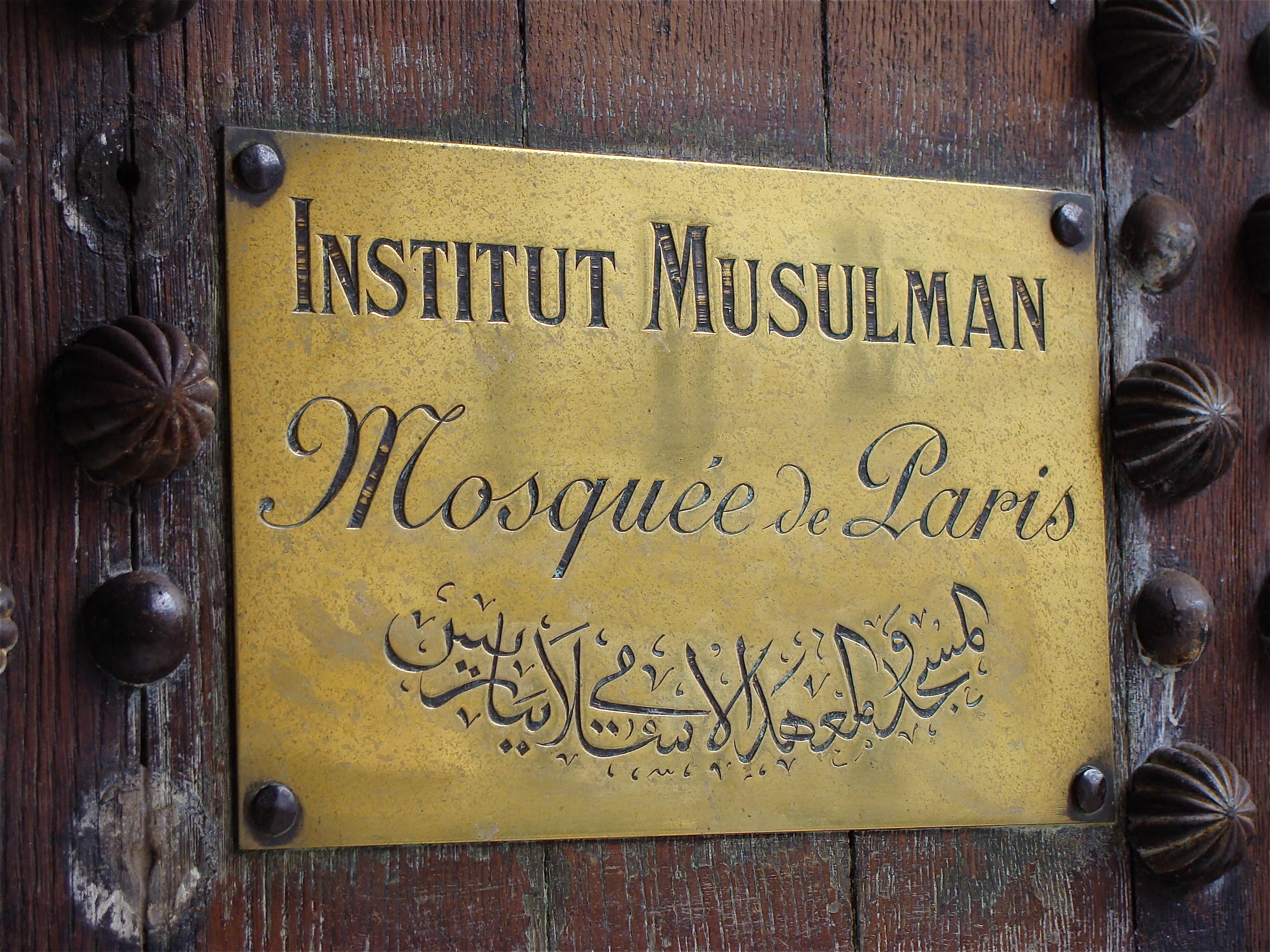
entrada principal
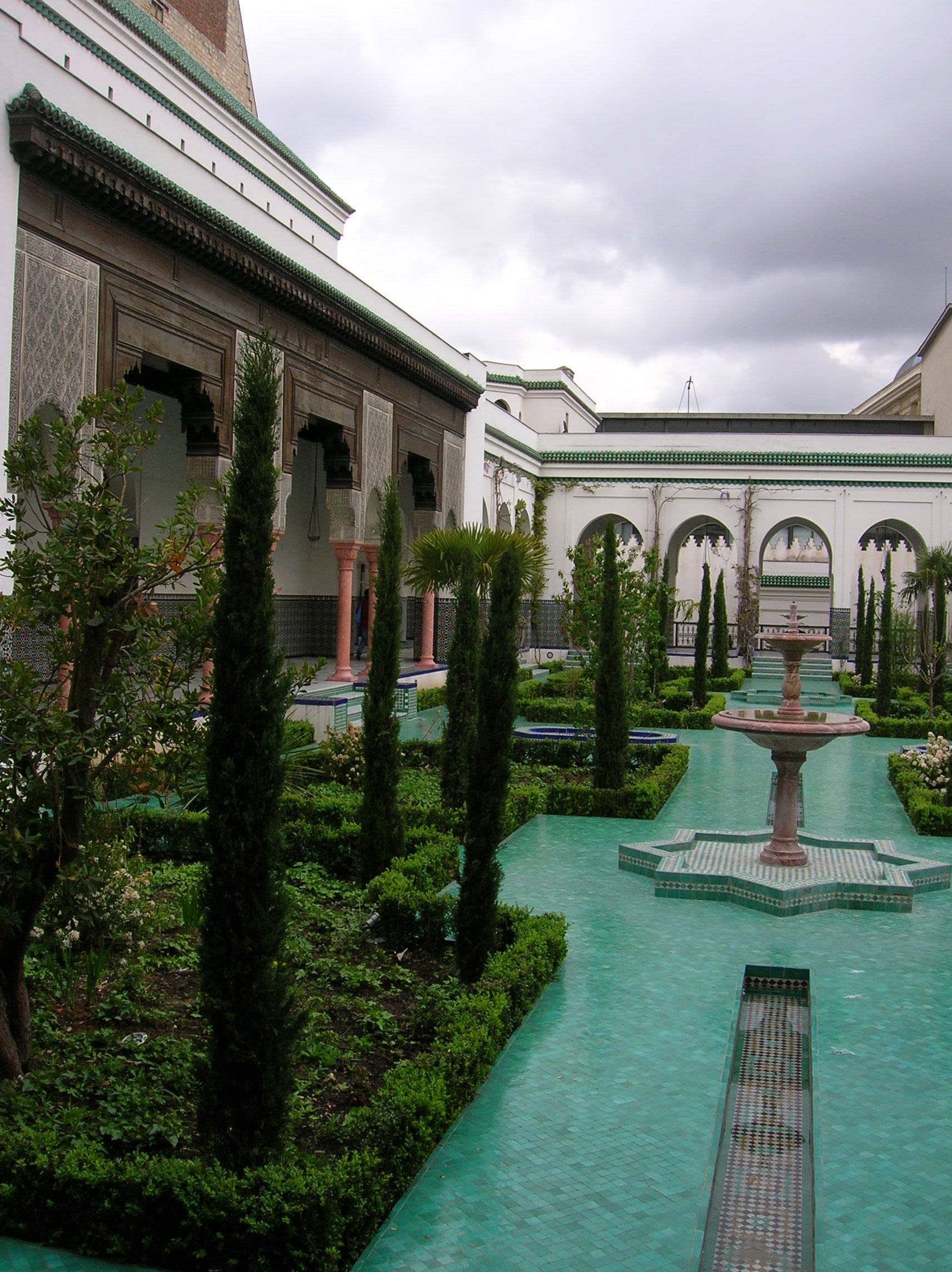
Pati i jardins
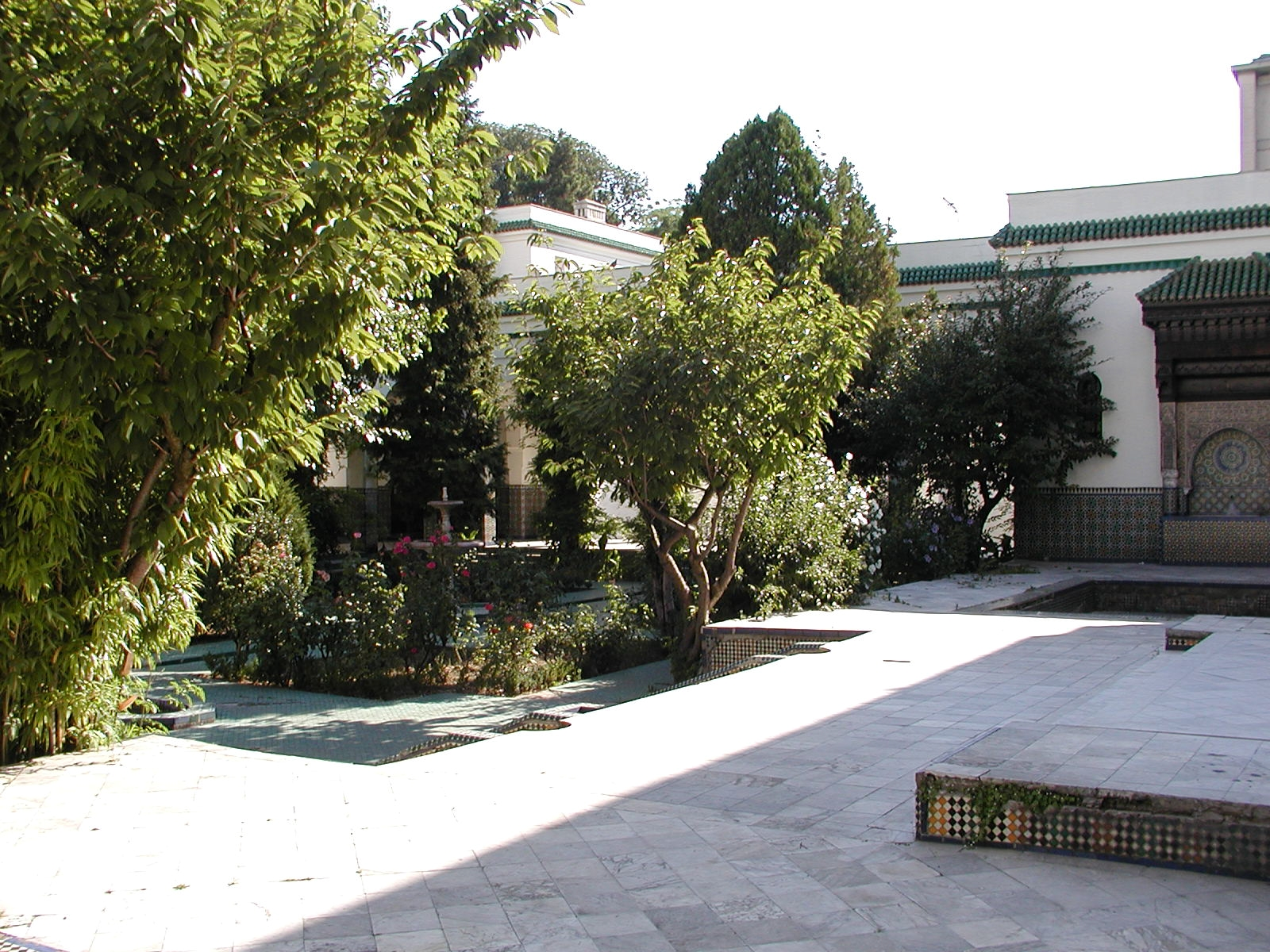
Entrada al jardí
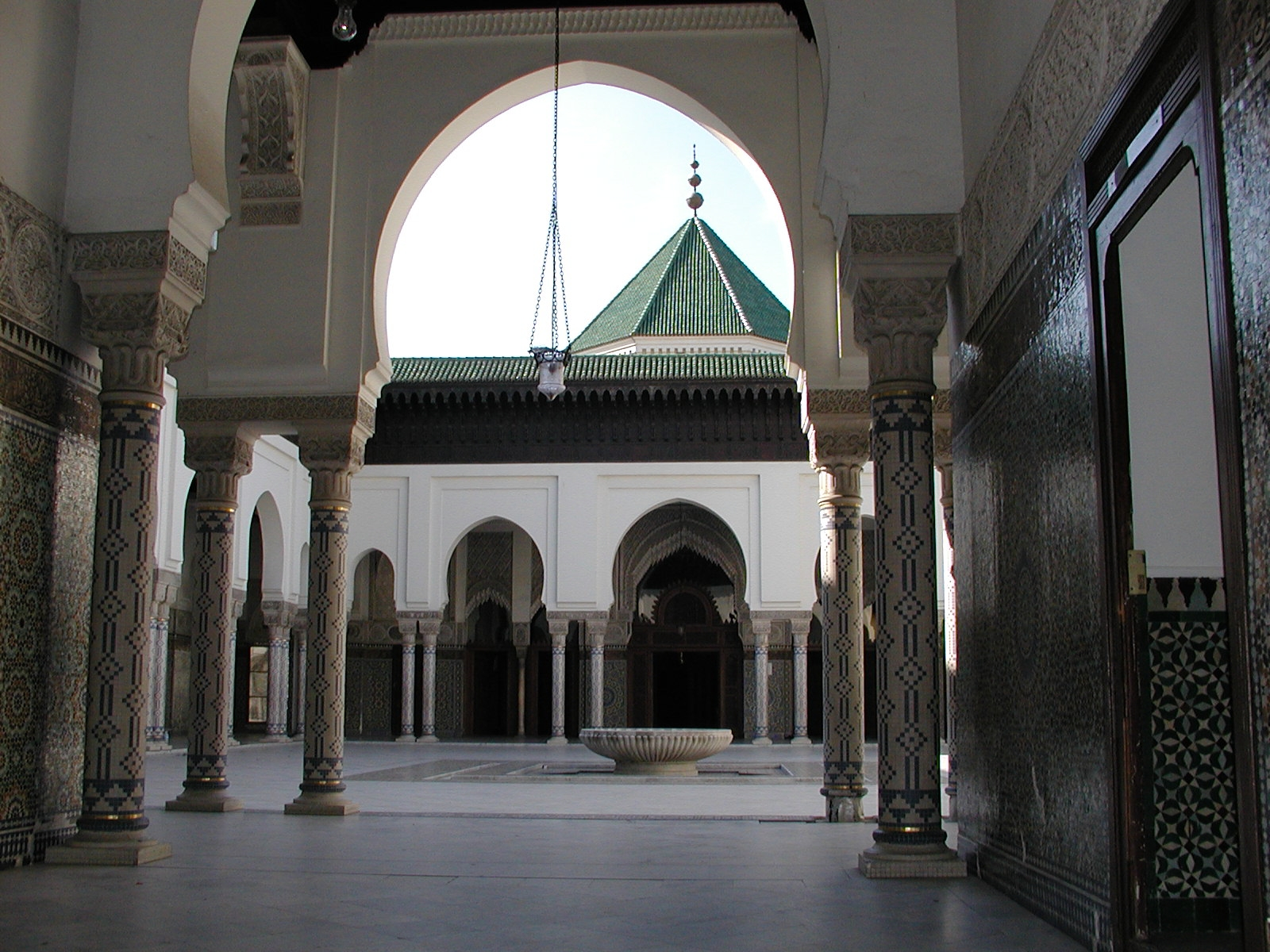
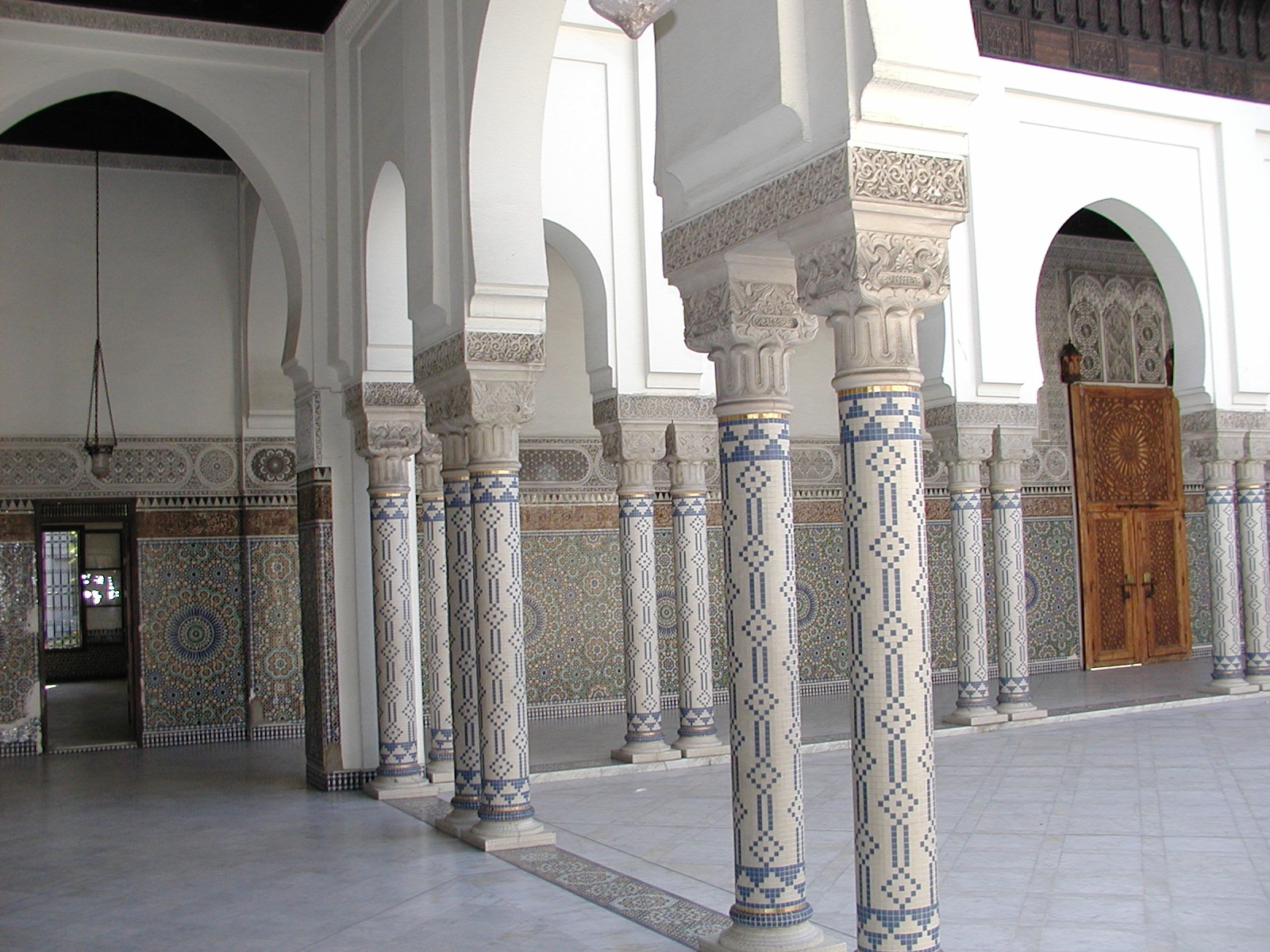
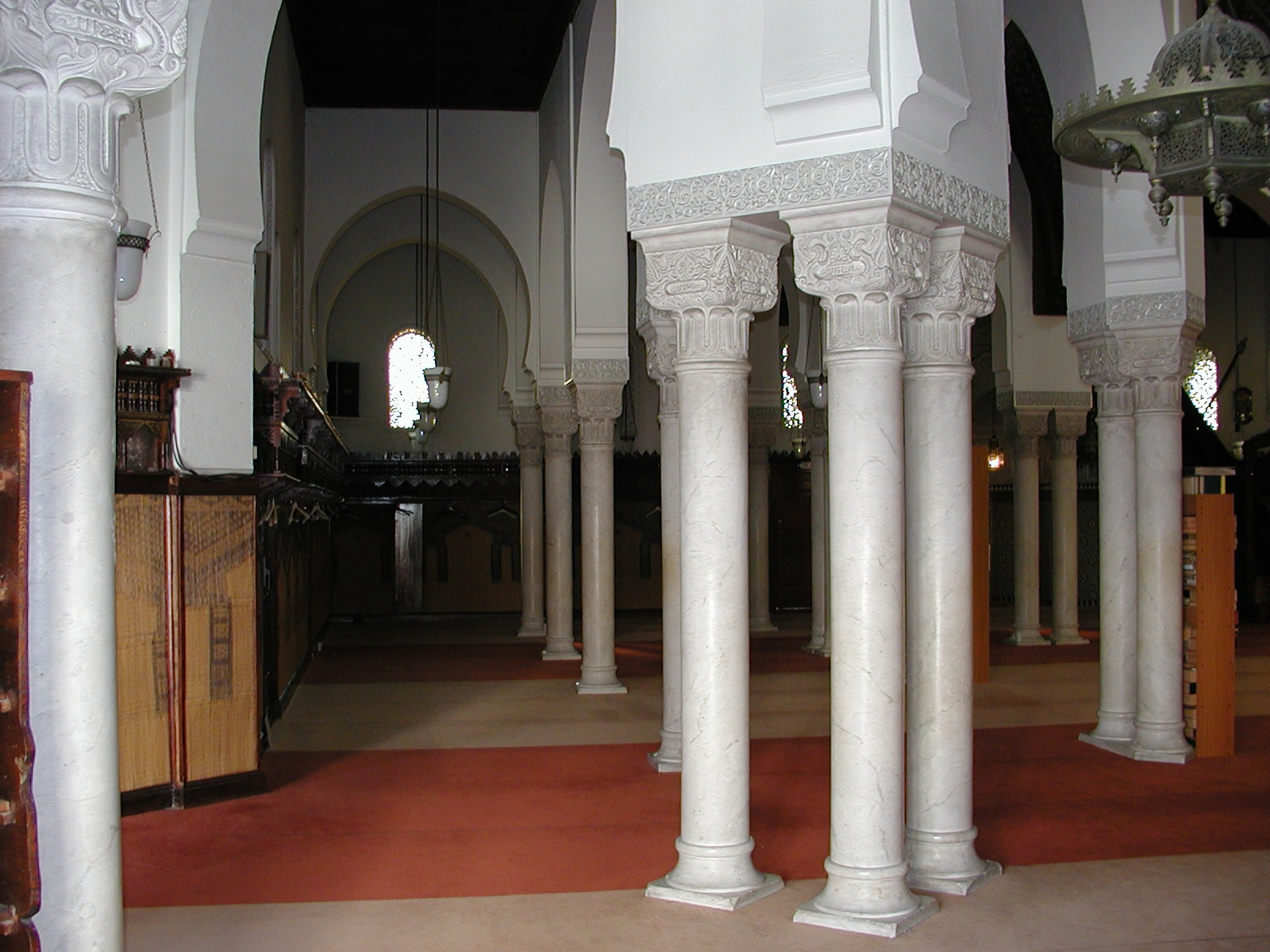
Sala de pregària
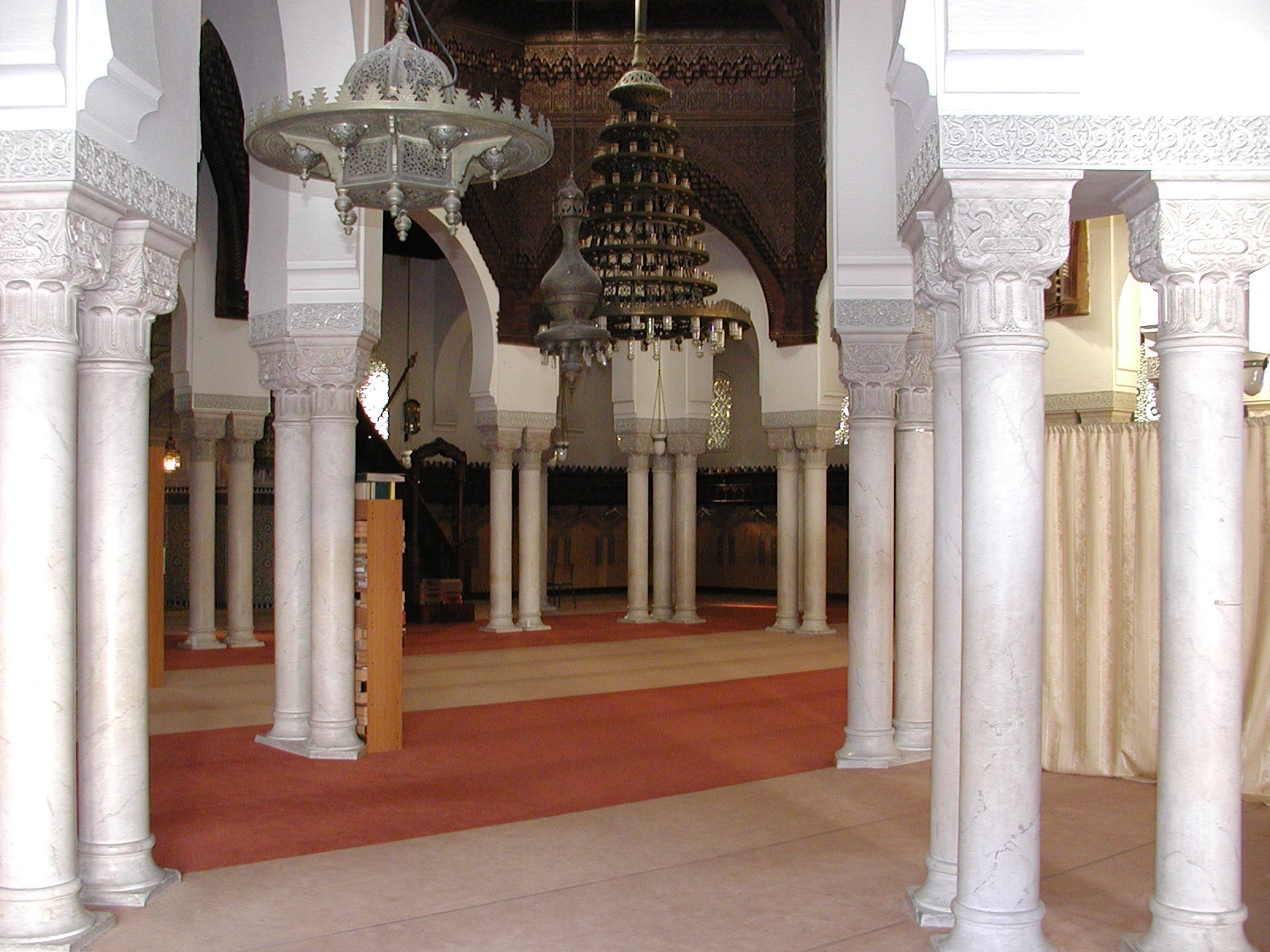
Sala de pregària
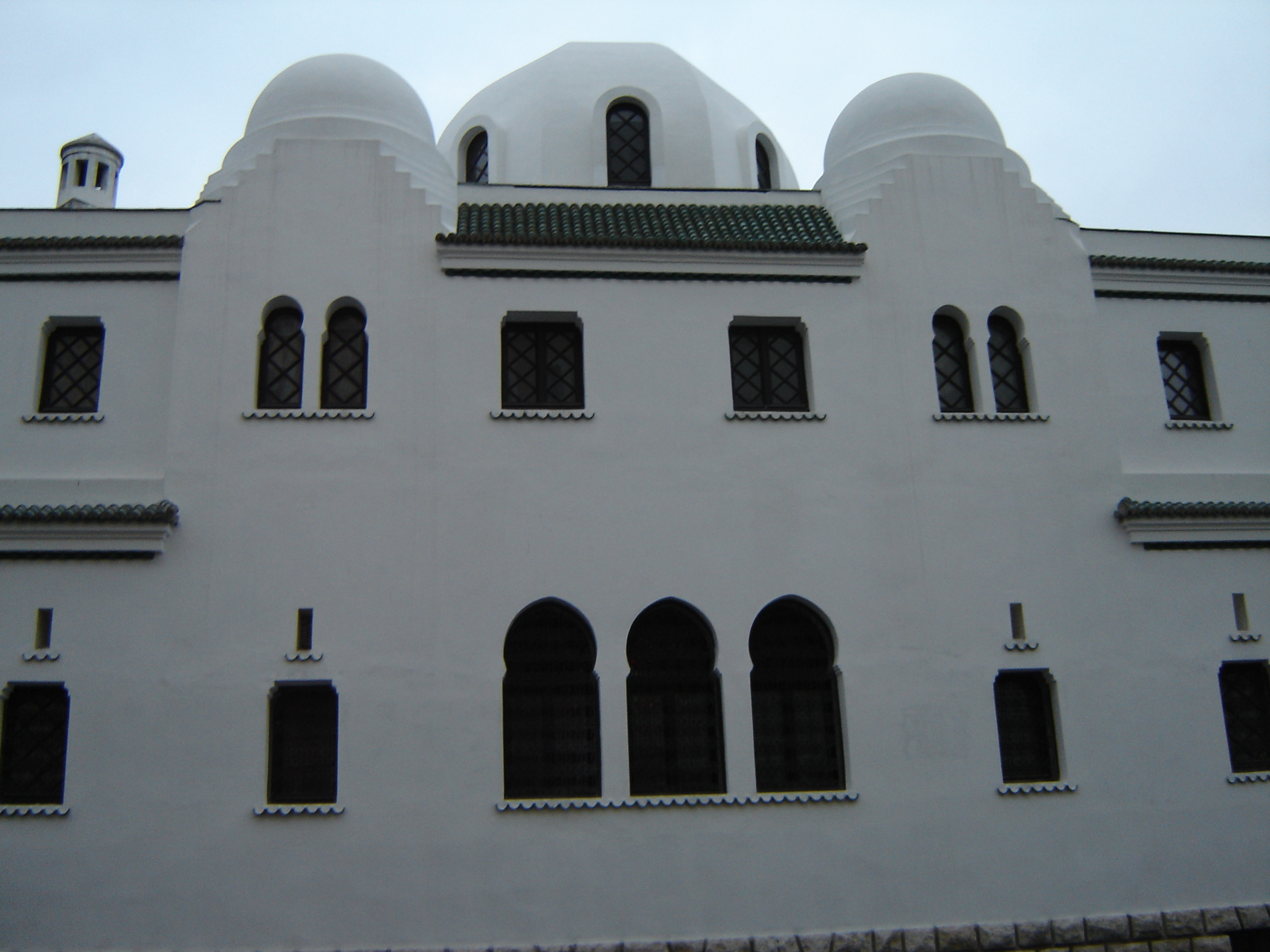
Carrer Daubenton.
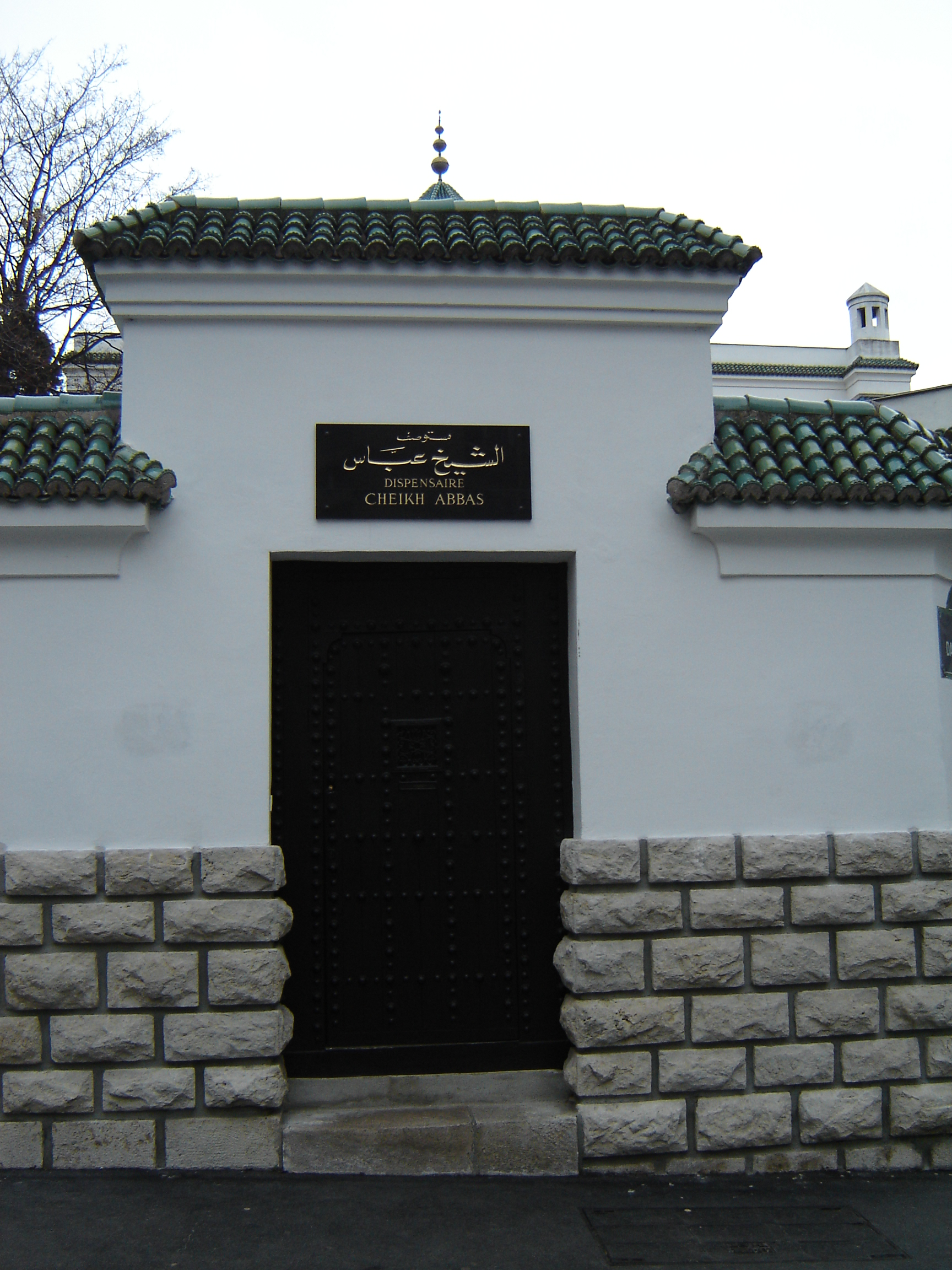
Porta del carrer Daubenton.
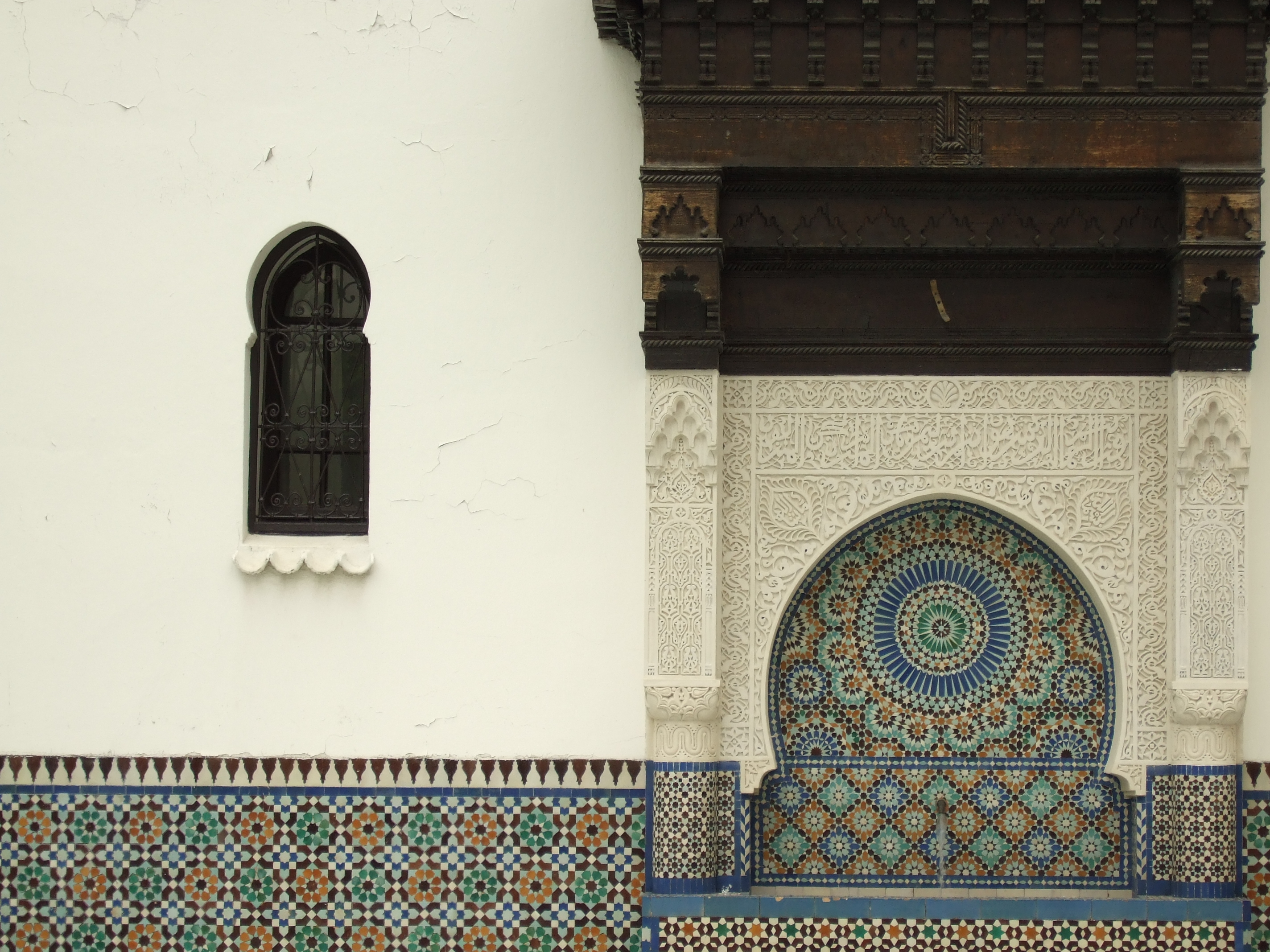
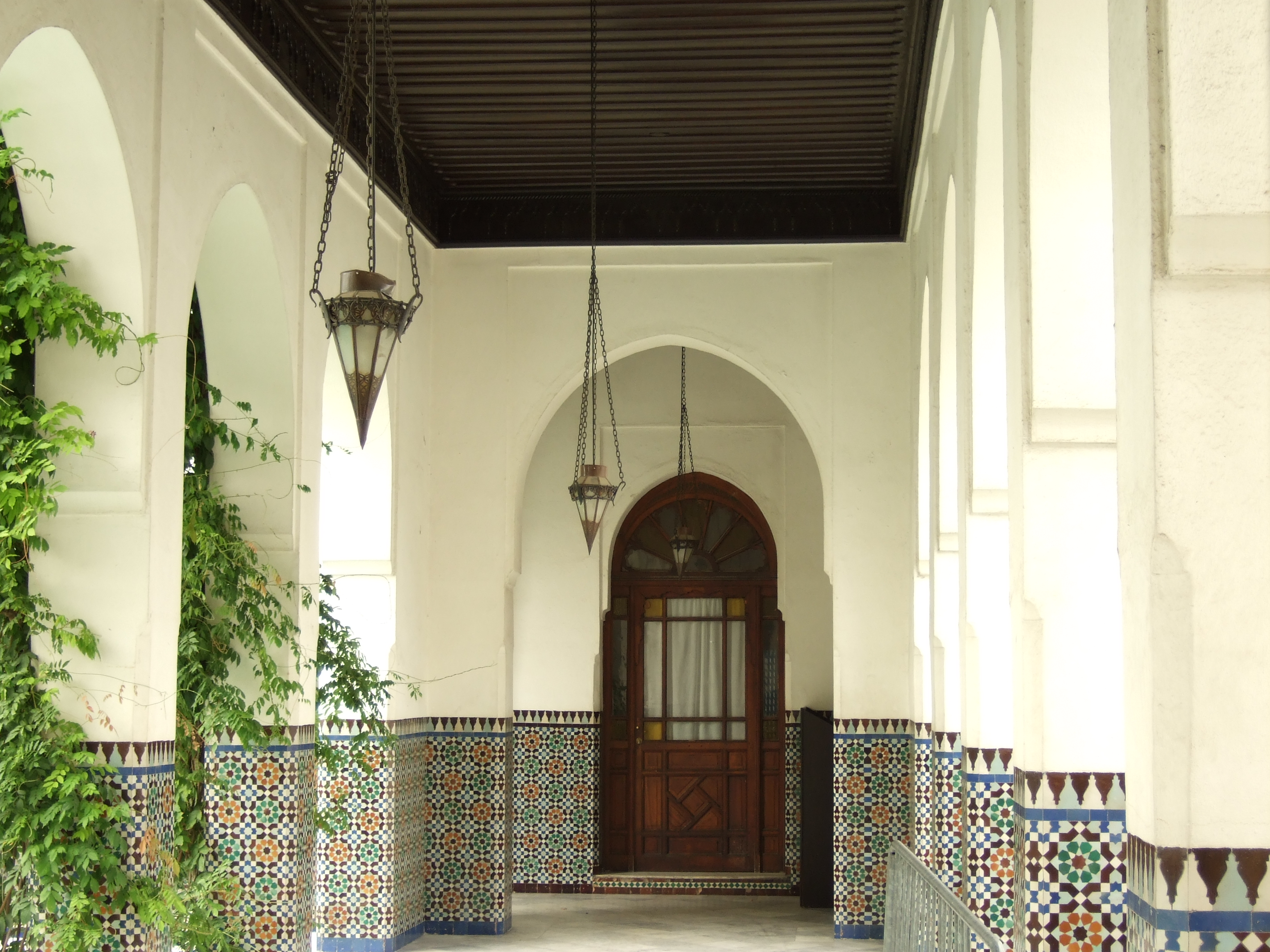
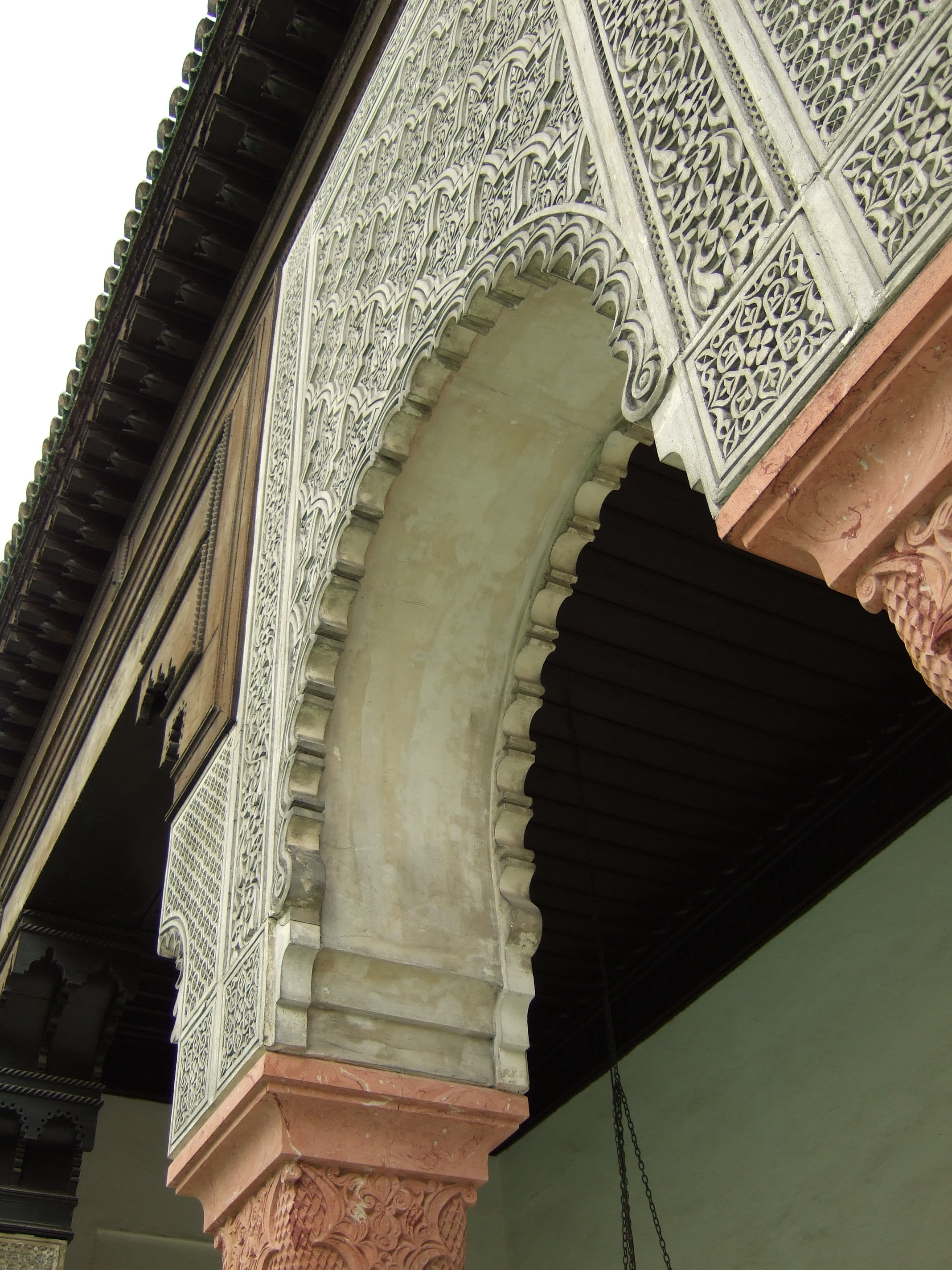
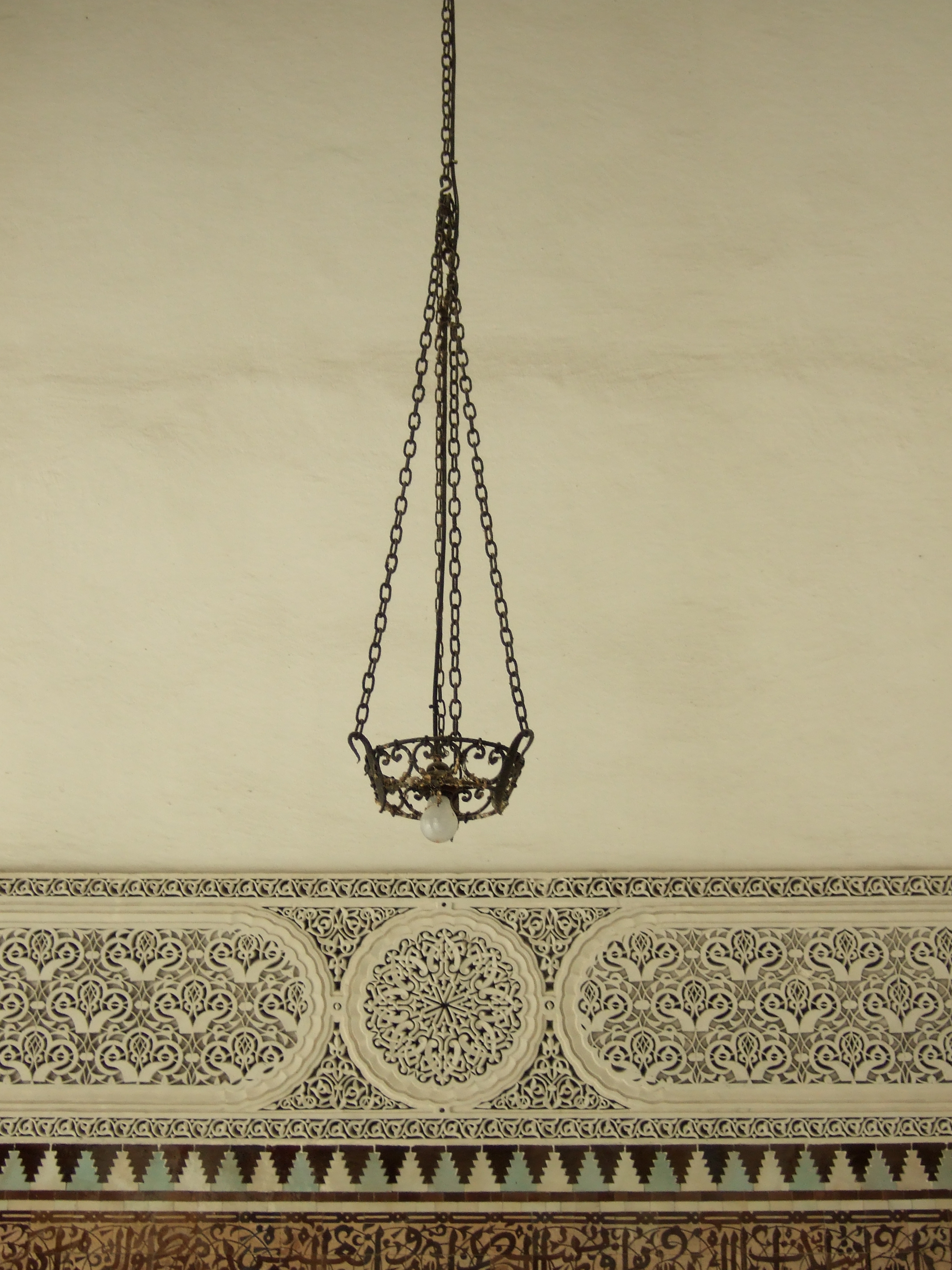
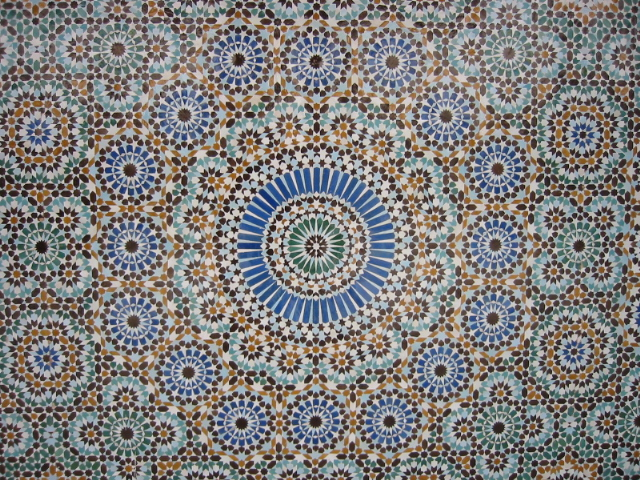
Mosaic
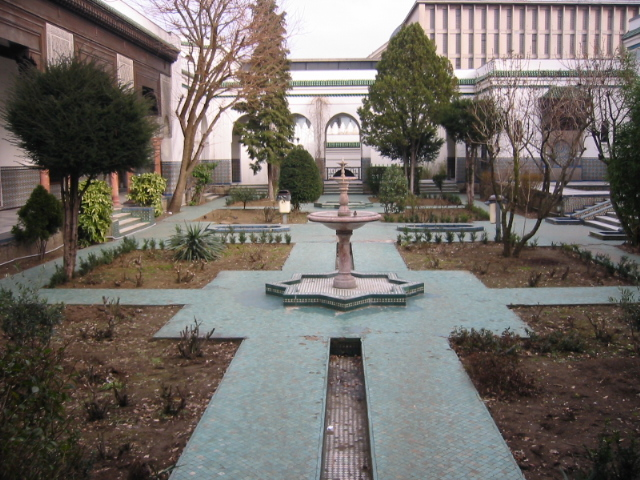
Jardí i font interiors
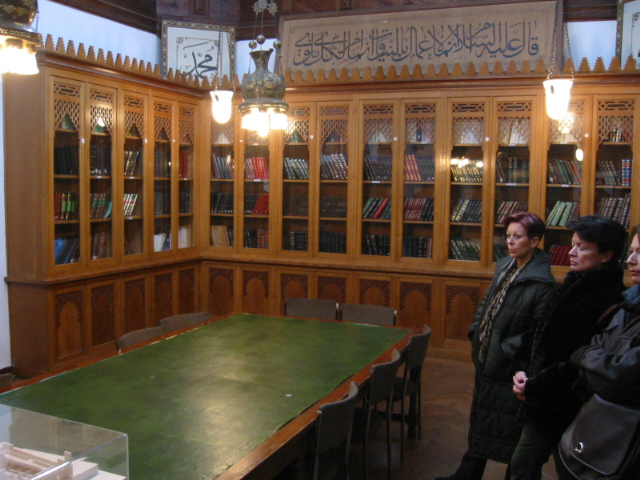
Biblioteca
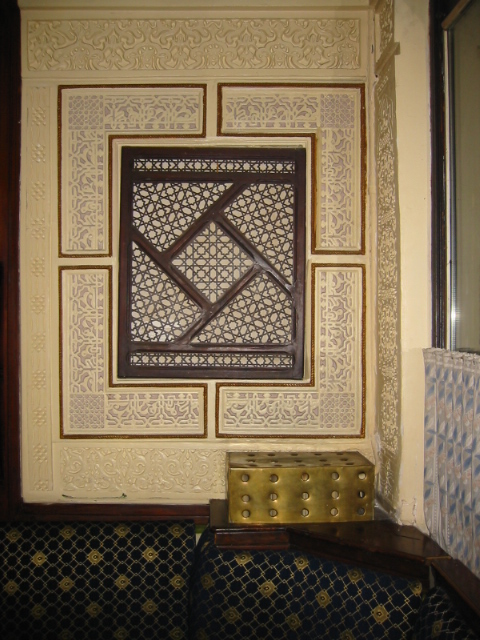
Decoració morisca
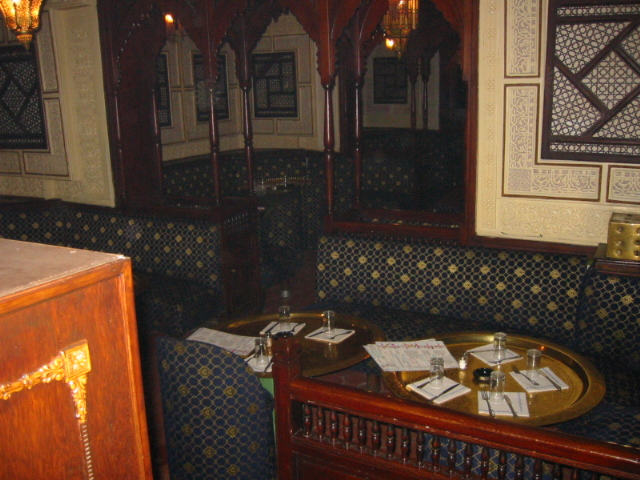
Restaurant
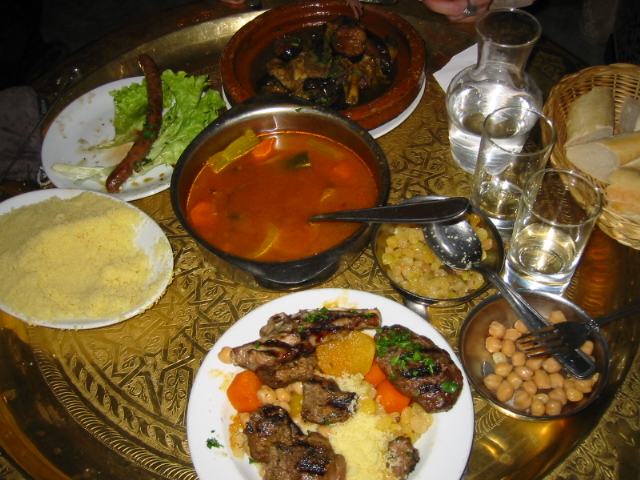
Restaurant
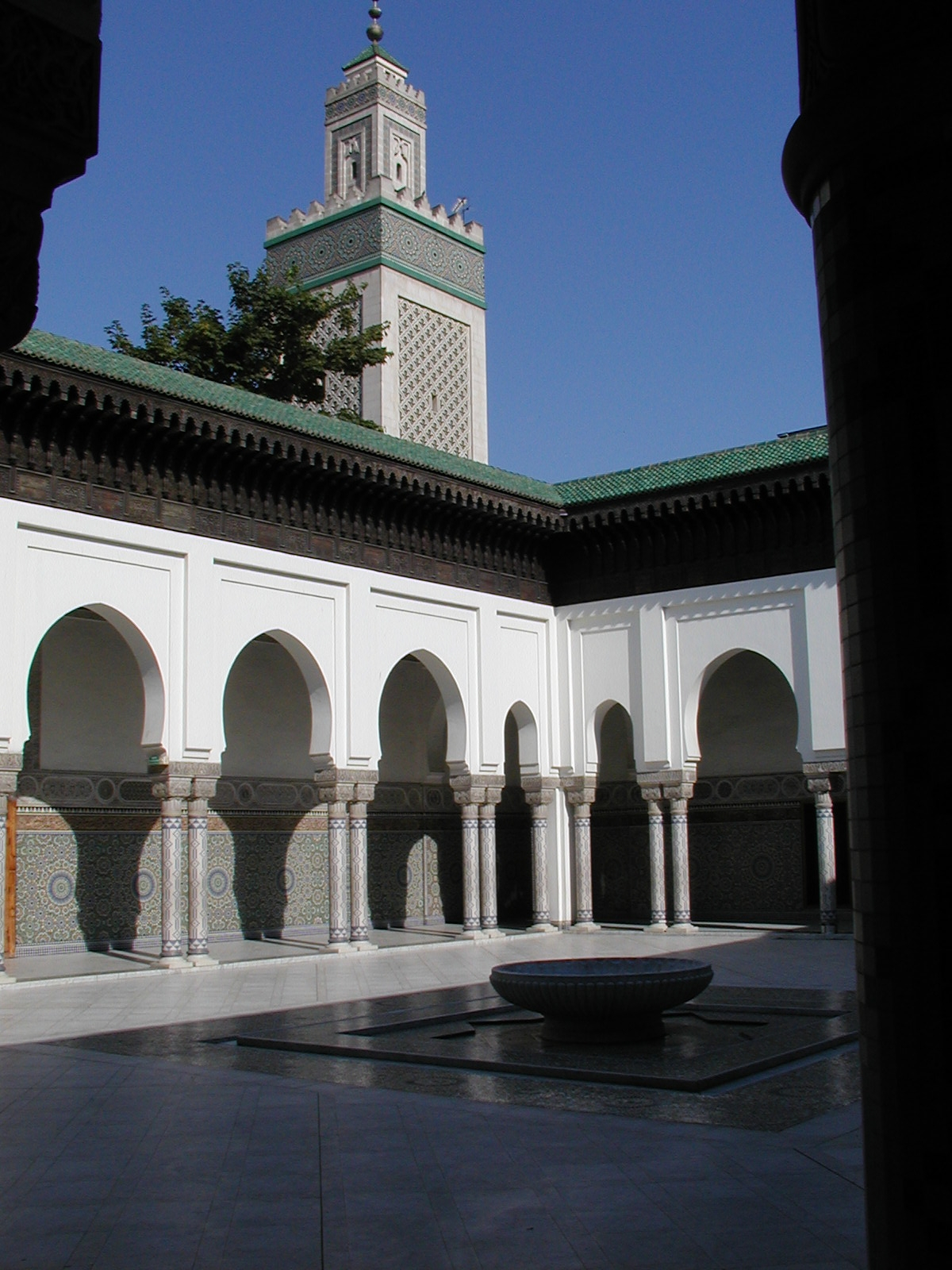
interior
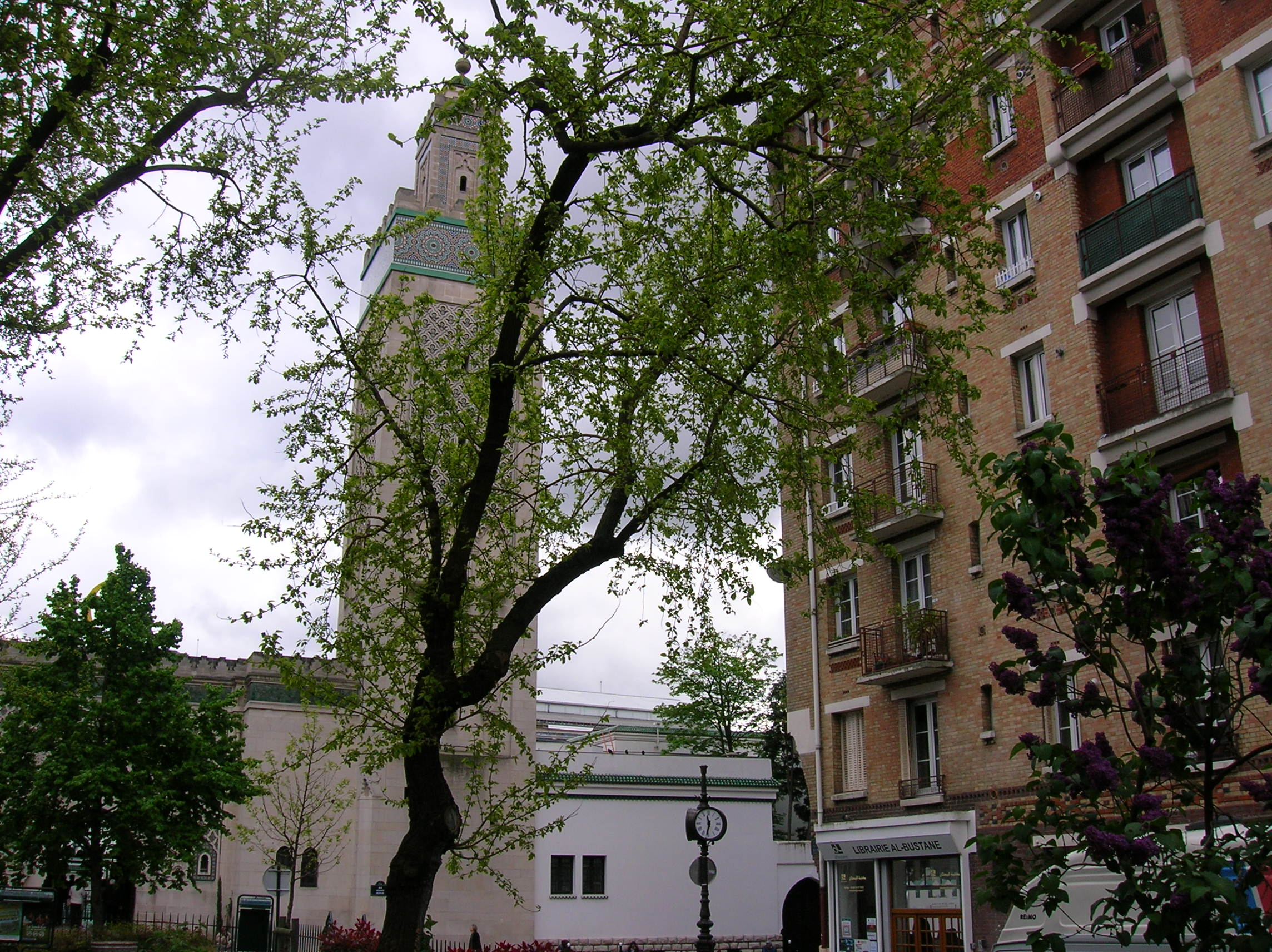
Minaret